# Batalha de Beroia
A Batalha de Beroia (atual Stara Zagora) foi um conflito entre os pechenegues e o imperador João II Comneno (r. 1118–1143), do Império Bizantino em 1122, no que é hoje a Bulgária, e resultou no desaparecimento definitivo dos pechenegues enquanto força independente.

## Antecedentes
Em 1091 , os pechenegues invadiram o Império Bizantino, porém foram derrotados por Aleixo I Comneno na batalha de Levúnio. Esta derrota teve como consequência a quase total extinção de todos os pechenegues que participaram na invasão, contando com a sobrevivência de um a apenas pequeno número de gentes. Em 1094 os cumanos atacaram o império, e vários pechenegues foram mortos ou aprisionados. Apesar de tudo, este povo não teria ainda sido completamente derrotado pelas aldeias vizinhas.
Em 1122, os pechenegues das estepes russas invadiram novamente o Império Bizantino, atravessando a fronteira do rio Danúbio em território bizantino. De acordo com Michael Angold, é possível que a invasão tivesse ocorrido com o apoio de Vladimir II Monômaco (r. 1113–1125), governante de Quieve, considerando o facto de que os pechenegues haviam outrora auxiliado o príncipe. Esta invasão representou uma séria ameaça ao controle bizantino sobre o norte da Península Balcânica. O imperador João II Comneno de Bizâncio (1118 - 1143) decidido a enfrentar os invasores, transferiu o seu exercito desde a fronteira da Ásia Menor (onde tinha combatido contra os turcos seljúcidas) para a Europa, preparando-se para confrontar os pechenegues a norte.

## Batalha

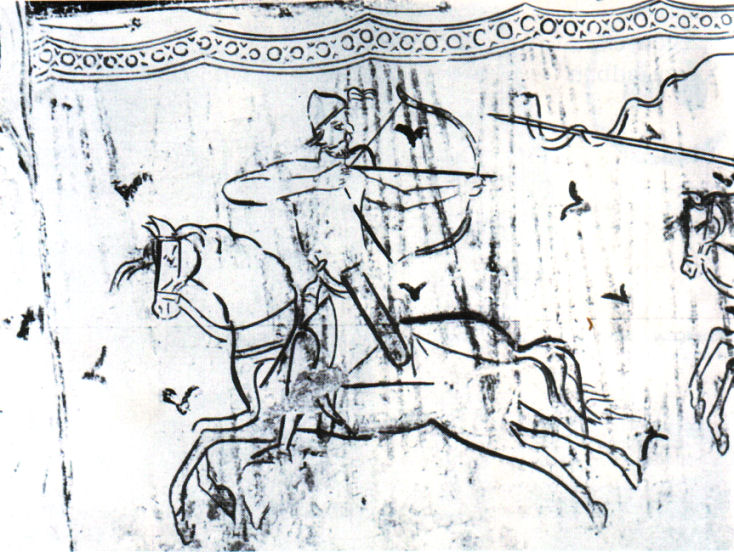
Arqueiro a cavalo em ação. Ilustração do norte de Itália, do século X.

O imperador bizantino reuniu suas forças perto de Constantinopla, seguindo-se ao ataque contra o exército pechenegue o mais rápido possível. Enquanto isso, os pechenegues haviam cruzado a Cordilheira dos Bálcãs e acamparam perto da cidade de Beroia na Trácia. No encontro, o imperador propôs um tratado de paz com condições favoráveis aos seus interesses, contudo, enganados, os pechenegues foram atacados de surpresa pelos bizantinos, que lançaram um ataque furtivo ao acampamento. A resistente e poderosa resposta a que os bizantinos se sujeitaram. forçou o imperador a ordenar a intervenção da sua guarda varegue (guarda de elite militar pessoal do imperador bizantino) na batalha, o que obrigou os pechenegues a recuar. A intervenção dos varegues, armados com as suas distintas hachas danese, foi decisiva, uma vez que conseguiram rodear o exército inimigo e derrotá-lo. A vitória foi alcançada e os sobreviventes pechenegues foram detidos ou alistados no exército bizantino.

## Consequências
A vitória bizantina exauriu por completo a ameaça dos pechenegues enquanto força independente. Durante algum tempo, as comunidades significativas de pechenegues ainda permaneceram na Hungria, porém deixaram de se afirmar enquanto grupo comunitário individual e foram gradualmente assimilados aos povos vizinhos, como os búlgaros e magiares. Para os bizantinos, esta vitória não conquistou a paz de imediato. Em 1128, os bizantinos foram atacados pelos húngaros, e só em 1130 é que os bizantinos foram capazes de recuperar a sua fronteira do Danúbio. Com isto, a vitória sobre os pechenegues e, posteriormente, sobre os húngaros, garantiu a continuidade da restauração comnena do Império Bizantino e assegurou que grande parte da península balcânica permanecesse bizantina. Isto, por sua vez, abriu espaço a que João II concentrasse os seus esforços no conflito contra os turcos seljúcidas na Ásia Menor e na Palestina.